# Wladimiro Panizza
Wladimiro Panizza (* 5. Juni 1945 in Fagnano Olona; † 21. Juni 2002 in Cassano Magnago) war ein italienischer Radrennfahrer. Er war von 1967 bis 1985 Berufsfahrer.
Während seiner Karriere bestritt Panizza 18-mal den Giro d’Italia, den er 16-mal beenden konnte, darunter neunmal unter den ersten Zehn. Seine beste Platzierung war der zweite Platz beim Giro d’Italia 1980.  Zweimal, 1975 und 1978, konnte er eine Etappe gewinnen.
Zu Panizzas weiteren wichtigen Ergebnissen gehört der vierte Platz bei der Tour de France 1974. Bei der Tour de France 1976 wurde er Etappensieger.
Panizza belegte auch zahlreiche vordere Platzierungen in Klassikern, unter denen der zweite Rang bei Mailand-Sanremo 1976 und die dritten Plätze bei Lüttich–Bastogne–Lüttich 1974 und Giro di Lombardia 1976 hervorstechen.

## Erfolge
1967
- Gran Premio Montelupo

1970
- Grand Prix Monaco

1973
- Italienische Crossmeisterschaft
- Giro della Romagna

1974
- eine Etappe Tour de Romandie

1975
- Italienische Crossmeisterschaft
- eine Etappe Giro d’Italia
- Mailand-Turin

1976
- Italienische Crossmeisterschaft
- eine Etappe Tour de France

1977
- Gesamtwertung Grand Prix Midi Libre

1978
- eine Etappe Giro d’Italia

1979
- eine Etappe Tirreno–Adriatico

1980
- eine Etappe Tour de Romandie
- Trofeo dell’Etna

1981
- Giro del Friuli

1982
- Trofeo dell’Etna

## Wichtige Platzierungen
Grand Tours
| Grand Tour         | 1967 | 1968 | 1969 | 1970 | 1971 | 1972 | 1973 | 1974 | 1975 | 1976 | 1977 | 1978 | 1979 | 1980 | 1981 | 1982 | 1983 | 1984 | 1985 |
| ------------------ | ---- | ---- | ---- | ---- | ---- | ---- | ---- | ---- | ---- | ---- | ---- | ---- | ---- | ---- | ---- | ---- | ---- | ---- | ---- |
| Giro d’ItaliaGiro  | 22   | –    | 18   | DNF  | 9    | 5    | 6    | 12   | 6    | 6    | 5    | 4    | 13   | 2    | DNF  | 20   | 10   | 11   | 28   |
| Tour de FranceTour | –    | –    | –    | 18   | –    | –    | –    | 4    | –    | 13   | –    | –    | 14   | –    | –    | –    | –    | –    | –    |

Monumente des Radsports
| Monument                 | 1967 | 1968 | 1969 | 1970 | 1971 | 1972 | 1973 | 1974 | 1975 | 1976 | 1977 | 1978 | 1979 | 1980 | 1981 | 1982 | 1983 | 1984 | 1985 |
| ------------------------ | ---- | ---- | ---- | ---- | ---- | ---- | ---- | ---- | ---- | ---- | ---- | ---- | ---- | ---- | ---- | ---- | ---- | ---- | ---- |
| Mailand–Sanremo          | 84   | –    | 49   | 75   | 34   | 66   | 45   | 120  | 56   | 2    | 98   | 26   | 64   | 26   | 55   | 53   | 70   | –    | 55   |
| Lüttich–Bastogne–Lüttich | –    | –    | –    | –    | –    | –    | –    | 3    | 10   | –    | –    | –    | –    | –    | –    | –    | –    | –    | –    |
| Lombardei-Rundfahrt      | 4    | 27   | –    | –    | –    | 13   | 13   | 13   | 8    | 3    | 5    | 4    | 25   | 9    | 20   | –    | 19   | 13   | –    |